# 27578 Yogisullivan
27578 Yogisullivan è un asteroide della fascia principale. Scoperto nel 2000, presenta un'orbita caratterizzata da un semiasse maggiore pari a 2,7817702 UA e da un'eccentricità di 0,0647705, inclinata di 5,82786° rispetto all'eclittica.